# 東洋大学大学院情報連携学研究科・情報連携学部
東洋大学大学院情報連携学研究科（とうようだいがくだいがくいんじょうほうれんけいがくけんきゅうか）は、東洋大学に設置される大学院研究科の一つ。
また、東洋大学情報連携学部（とうようだいがくじょうほうれんけいがくぶ、）は、東洋大学に設置される学部の一つである。
キャンパスは東洋大学赤羽台キャンパス。

## 概要
東洋大学情報連携学部は2017年4月、誕生した文理融合の学部である。インターネットの中の様々な機能やサービスを組み合わせ、多様な人々と「文・芸・理」を連携する教育を目指している。その連携の基盤としてコンピューターサイエンス（CS、コンピュータ科学）の教育を重視し、すべてのコースでCS 初級とプログラミング教育を実施している。
1〜2年生では、すべての学生がプログラミング・数理（数学と確率統計）・コミュニケーションを集中的に学び、情報連携の基礎を身につけていく。
2年生からは、5つの情報科目群（コンピュータ・システム、コンピュータ・ソフトウェア、ユーザ・エクスペリエンス、データサイエンス、ICT社会応用）、2つの連携科目群（ビジネス構築、コミュニティ形成）の7つの科目群から情報科目群を含む2つを選択し、専門科目を学習していく。
3年生からは、「情報連携チーム実習」が始まり、学生たちでチームを組み、自主的にプロジェクトを立案し、1年間をかけてプロジェクトを完成させる。
4年生では、教員の研究室に所属し、1年間をかけて専門的な研究テーマに取り組む。

## 組織
- 情報連携学部
  - 情報連携学科

## 学部長
- 坂村健